# Seira squamoorrnata
Seira squamoorrnata är en urinsektsart som beskrevs av Stacherbakow 1898. Seira squamoorrnata ingår i släktet Seira och familjen brokhoppstjärtar. Inga underarter finns listade i Catalogue of Life.